# Basilique Sainte-Croix de Cagliari
Pour les articles homonymes, voir Basilique Sainte-Croix.
La basilique Sainte-Croix (en italien, Basilica di Santa Croce) est une basilique monumentale de Cagliari, la capitale de la région italienne de la Sardaigne.

## Historique
Le bâtiment était à l'origine une synagogue avant l'expulsion de 1492. Depuis 1809, l'église appartient à l'Ordre des Saints-Maurice-et-Lazare.
Le bâtiment se dresse dans le quartier du château, sur le bastion de Sainte-Croix, dans la place délimitée par la voie homonyme, de la rue de la Cour d'Appel et de la piazzetta Sainte Croix, où se trouve l'entrée principale de l'église. 
À côté de la basilique se trouve l'ancien collège jésuite, qui abrite aujourd'hui l'Université d'architecture de Cagliari.